# Ніколае Ковач
Ніколае (Міклош) Ковач (рум. Nicolae (Miklós) Kovacs, 29 грудня 1911, Плугова, Румунія — 7 липня 1977, Тімішоара, Румунія) — румунський і угорський футболіст, що грав на позиції нападника. По завершенні ігрової кар'єри — тренер. Старший брат екс-тренера збірної Румунії Штефана Ковача.
Виступав, зокрема, за клуби «Орадя» і «Ріпенсія», а також національні збірні Румунії і Угорщини.
Чемпіон Румунії.

## Клубна кар'єра
Народився 29 грудня 1911 року в місті Мехадія. Вихованець футбольної школи клубу «Кінезул».
У футболі дебютував 1928 року виступами за команду «Банатуль» (Тімішоара), в якій провів два сезони.
Протягом 1930—1931 років захищав кольори команди клубу «Ріпенсія».
Своєю грою за останню команду привернув увагу представників тренерського штабу клубу «Орадя», до складу якого приєднався 1931 року. Відіграв за команду з Ораді наступні чотири сезони своєї ігрової кар'єри.
Згодом з 1935 по 1947 рік грав у складі команд «Ріпенсія», «Валансьєнн», «Орадя», «Триколор» (Плоєшті), «Гамма» (Будапешт) та «Ферар» (Клуж-Напока).
Завершив професійну ігрову кар'єру у клубі «Кришана», за команду якого виступав протягом 1947 року.

## Виступи за збірні
1929 року дебютував в офіційних матчах у складі національної збірної Румунії. Протягом кар'єри у національній команді, яка тривала 10 років, провів у її формі 38 матчів, забивши 7 голів.
Один із чотирьох гравців (разом із французами Едмоном Дельфуром, Етьєном Маттле і бельгійцем Бернаром Воргофом), які брали участь у всіх трьох чемпіонатах світу до Другої світової війни:
на чемпіонаті світу 1930 року в Уругваї зіграв проти Перу (3:1) і Уругваю (0:4);
на чемпіонаті світу 1934 року, де зіграв в єдиному матчі румунів проти Чехословаччини;
на чемпіонаті світу 1938 року у Франції зіграв в першому з двох матчів проти Куби (3:3), а перегравання (1:2) пропустив.
16 листопада 1941 року зіграв свій єдиний матч за Угорщину проти Швейцарії, бо після Другого Віденського арбітражу 1940 року частина Румунії потрапила до Угорщини.

### Матчі в складі збірних
Балканський Кубок 1929-1931 (чемпіони)
1. (2) 6 жовтня 1929 р. Бухарест. Румунія 2:1 Югославія
2. (3) 25 травня 1930 р. Бухарест. Румунія 8:1 Греція
3. (6) 12 жовтня 1930 р. Софія. Болгарія 5:3 Румунія
4. (7) 28 червня 1931 р. Загреб. Югославія 2:4 Румунія (гол)
5. (12) 29 листопада 1931 р. Афіни. Греція 2:4 Румунія

ЧС-1930
1. (4) 14 липня 1930 р. Монтевідео. Перу 1:3 Румунія (гол)
2. (5) 21 липня 1930 р. Монтевідео. Уругвай 4:0 Румунія

Кубок Центральної Європи для аматорів 1931-1934
1. (10) 20 вересня 1931 р. Орадя. Румунія 4:1 Чехословаччина
2. (11) 4 жовтня 1931 р. Будапешт. Угорщина 4:0 Румунія
3. (13) 8 травня 1932 р. Бухарест. Румунія 4:1 Австрія (гол)
4. (16) 16 жовтня 1932 р. Лінц. Австрія 0:1 Румунія
5. (18) 24 вересня 1933 р. Бухарест. Румунія 5:1 Угорщина
6. (19) 25 березня 1934 р. Пардубіце. Чехословаччина 2:2 Румунія (гол)

Балканський кубок 1932
1. (14) 3 липня 1932 р. Белград. Югославія 3:1 Румунія (гол)

Балканський кубок 1933 (чемпіони)
1. (17) 11 червня 1933 р. Бухарест. Румунія 5:0 Югославія

ЧС-1938
1. (20) 29 квітня 1934 р. Бухарест. Румунія 2:1 Югославія (відбір)
2. (21) 27 травня 1934 р. Трієст. Чехословаччина 2:1 Румунія

Балканський кубок 1934-1935
1. (23) 27 грудня 1934 р. Афіни. Греція 2:2 Румунія
2. (24) 30 грудня 1934 р. Афіни. Болгарія 2:3 Румунія
3. (25) 1 січня 1935 р. Афіни. Румунія 0:4 Югославії

Балканський кубок 1935
1. (26) 17 червня 1935 р. Софія. Румунія 0:2 Югославія
2. (27) 19 червня 1935 р. Софія. Болгарія 4:0 Румунія
3. (28) 24 червня 1935 р. Софія. Греція 2:2 Румунія

ЧС-1938
1. (37) 5 червня 1938 р. Тулуза. Румунія 3:3 Куба

Товариські матчі
1. (1) 15 вересня 1929 р. Софія. Болгарія 2:3 Румунія (замінений на 65 хв.) (гол)
2. (8) 23 серпня 1931 р. Варшава. Польща 2:3 Румунія
3. (9) 26 серпня 1931 р. Каунас. Литва 2:4 Румунія
4. (15) 2 жовтня 1932 р. Бухарест. Румунія 0:5 Польща (вийшов на 28 хв.)
5. (22) 14 жовтня 1934 р. Львів. Польща 3:3 Румунія
6. (30) 10 червня 1937 р. Бухарест. Румунія 2:1 Бельгія
7. (31) 27 червня 1937 р. Бухарест. Румунія 2:2 Швеція
8. (32) 4 липня 1937 р. Лодзь. Польща 2:4 Румунія
9. (33) 8 липня 1937 р. Каунас. Литва 0:2 Румунія (вийшов на 46 хв.)
10. (34) 12 липня 1937 р. Рига. Латвія 0:0 Румунія
11. (35) 14 липня 1937 р. Таллінн. Естонія 2:1 Румунія
12. (29) 18 квітня 1937 р. Бухарест. Румунія 1:1 Чехословаччина
13. (36) 8 травня 1938 р. Бухарест. Румунія 0:1 Югославія

У складі Угорщини:
1. (38) 16 листопада 1941 р. Цюріх. Швейцарія 1:2 Угорщина (гол)

## Кар'єра тренера
Розпочав тренерську кар'єру, ще продовжуючи грати, 1946 року, очоливши тренерський штаб клубу «Університатя» (Клуж-Напока).
1950 року став головним тренером команди «Політехніка» (Тімішоара), тренував тімішоарську команду три роки.
Протягом тренерської кар'єри також очолював команди «Ферар» (Клуж-Напока), «Іко» (Орадя) та «Газ Метан».
Останнім місцем тренерської роботи був клуб «Жиул» (Петрошань), головним тренером команди якого Ніколае Ковач був протягом 1954 року.
Помер 7 липня 1977 року на 66-му році життя у місті Тімішоара.

## Титули і досягнення
- Чемпіон Румунії (1):

«Ріпенсія»: 1934-1935
- Переможець Балканського Кубка (2): 1929-31, 1933